# Tancredi Falconeri
Tancredi Falconeri è uno dei personaggi principali del romanzo del 1958 Il Gattopardo di Giuseppe Tomasi di Lampedusa.
Anche se la vicenda è incentrata senza dubbio sulla figura di suo zio, il principe Fabrizio Corbera di Salina (al quale l'autore riserva una particolare attenzione riguardo all'introspezione psicologica e alle riflessioni personali, rendendolo "filtro" di avvenimenti storici di sfondo e a vicende private), il giovane Falconeri ricopre sicuramente un ruolo fondamentale.
Tancredi è interpretato da Alain Delon nel celebre film del 1963 diretto da Luchino Visconti, e da Saul Nanni nella serie televisiva del 2024 diretta da Tom Shankland.

## Biografia

### Infanzia e adolescenza
Tancredi, che fin dalla più tenera età rivela una certa riluttanza all'osservazione delle regole imposte dal padre, rimane orfano a soli quattordici anni perdendo la madre Giulia, amata sorella del principe Fabrizio, e il detestato padre, uomo ricco e amante dei piaceri che, a causa dei continui sperperi, lascia l'ambizioso figlio senza alcuna risorsa economica. Per questo motivo Tancredi inizia a frequentare la casa del Principe di Salina, divenendone in breve tempo il pupillo; l'ironia e il fascino di Tancredi, infatti, attirano presto la perpetua benevolenza di tutti gli abitanti di casa Salina.

### L'incontro con Angelica
Nel travagliato periodo antecedente e successivo allo sbarco in Sicilia di Garibaldi, Tancredi si innamora e successivamente sposa Angelica, figlia di Calogero Sedàra, borghese arricchito e sindaco di Donnafugata, cittadina siciliana ospitante la tenuta estiva della nobile famiglia. Tancredi è affascinato non solo dalla straordinaria bellezza della ragazza, ma anche dal consistente patrimonio di Sedàra, indispensabile alla realizzazione delle ambizioni politiche del giovane (infatti Tancredi ha partecipato ai moti garibaldini).
Anche Angelica, dal canto suo, è incantata sia dalla bellezza che dal carisma di Tancredi, ma anche dal suo titolo nobiliare, che costituisce la garanzia di una buona collocazione nell'alta società. Il matrimonio è benedetto dal Principe Fabrizio che – insensibile alla segreta sofferenza della figlia Concetta, da molti anni innamorata del cugino – intuisce acutamente e approva il raffinato gioco di attrazione, e ancor più di calcoli di interesse, su cui si basa l'unione.

### Le attività politiche e la morte
(Tancredi Falconeri)
Nel periodo successivo ai moti garibaldini, Tancredi viene nominato senatore del Regno d'Italia. È presente alla morte del Principe nel 1883, rimanendone profondamente addolorato. Tancredi muore qualche anno prima della consorte, che nel trascorrere del tempo è diventata cara amica di Concetta, la quale non si è mai sposata rimanendo nubile come le altre due sorelle Carolina e Caterina, con le quali è rimasta a vivere nella dimora di famiglia.